# 六門天外モンコレナイト
『六門天外モンコレナイト』（ろくもんてんがいモンコレナイト）は、2000年1月10日から同年12月25日までテレビ東京系列局で放送されたテレビアニメ。全51話。放送時間は毎週月曜18時から18時30分。

## 作品概要
グループSNEが開発、富士見書房が発売したトレーディングカードゲーム『モンスターコレクション』を原作として、あかほりさとるが彼の得意とするスラップスティックギャグアニメとしてアレンジを行なった。キャラクターデザインには中嶋敦子を起用している。
既存アニメ作品のパロディも多数詰め込まれていたが、特にあかほりと長谷川勝己（共同原作者）の師匠である小山高生が脚本の多数を担ったタイムボカンシリーズの影響を色濃く受けている。原作となるモンコレTCGとは別に、本作の世界観を元により簡便なルールにした『六門天外モンコレナイト オフィシャルカードゲーム』も発売された。
本作のキャラクター原案を手掛けた漫画家の西川秀明はコミカライズも担っており、こちらはアニメ版よりもシリアスな展開となっていた。月刊ドラゴンJr.での連載終了後も、本作とは別設定のコミック『モンスターコレクション デーモン・ハート』を連載した。

## あらすじ
モンスターの存在する異次元世界「六門世界」と、そこに眠る秘宝「モンモンアイテム」を研究していた科学者・柊一郎兵衛は、人間界と六門世界を結ぶ移動手段としてスットビドラゴン号を完成。一郎兵衛は、娘の柊六奈と、彼女のクラスメイトで同じく六門世界とモンスターの存在を信じてやまない少年・大矢門斗を連れて冒険の旅に繰り出す。しかし、同様に六門世界征服のためにモンモンアイテムを狙うコレクション伯爵一味が立ち塞がる。
モンコレナイトの2人（門斗と六奈）は六門世界のモンスターたちと力を合わせ、コレクション伯爵を退治しながら2つの世界の友好のためにモンモンアイテムを探していく。

## 登場人物

### メインキャラクター
大矢 門斗（おおや もんど）
声 - サエキトモ
本作の主人公。六門世界に憧れており、モンスターと仲良くしたいと思っている。前髪が赤髪で後ろ髪が黒髪のボサボサ頭。マジックハンドが武器で、モンスターと同化する能力を持っている。また、彼女の父親の一郎兵衛に名前を「ダイヤモンドくん」と言い間違えられたことがある。嫌いな食べ物はニンジン。また、お化けの類が苦手。柊六奈からは「モンちゃん」と呼ばれている。六奈と相思相愛ではあるが、他の女の子にも声を掛けたりしているので六奈からはしばしば制裁を食らっており、関連商品のCMでもその掛け合いは見られている。一人称は「僕」または「俺」。
柊 六奈（ひいらぎ ろくな）
声 - 堀江由衣
本作のヒロイン。父の一郎兵衛に半ば無理矢理に六門世界に連れて行かれる。緑髪で、頭頂部と後頭部にアホ毛がある。新体操のリボン型の「ナイトループ」が武器。クラスメートの大矢門斗とは相思相愛の仲だが、彼が他の女の子に興味を抱いたり話をしていると、チョップしたりプロレスラー並のキックを見舞うほど浮気を許さない（ポケット族に電撃娘と呼ばれている）。モンスターと同化する能力を持っており、霊感体質である。その一方、現実主義者の一面もあり、お化けの類は平気。好物は凛々亭の「スタミナにんにく弁当」など、凶悪な匂いを放つ弁当。そのため、事あるごとに匂いの強い食べ物を作る。ビギナーは匂いを気にしていたものの美味しく食べていたが、門斗は不味そうに「美味しい」と言って食べていた。また、ヴァンパイアの弱点でもあったりする。嫌いな動物はカエルで、見ただけで破壊力の高い悲鳴を上げる。父親の一郎兵衛が六門世界の研究にのめり込みすぎていたため、母親が家出をしてしまい、寂しい思いをしていた。極度の弟欲しい病で、ケンタウロスやペガサスを弟にしたいと言っていた。「偽りの鏡」の影響でラブスターの姿になったことも（通常のラブスターとの違いは瞳の色が六奈のものであることと、前髪とアホ毛、背中の星マークの有無）。
柊 一郎兵衛（ひいらぎ いちろうべえ）
声 - 千葉繁
六奈の父親。科学者で、「柊多重世界研究所」の所長。「スットビドラゴン」なる多重世界移動装置や、「キチン探知機」なるモンスター探知機を作った。コレクション伯爵の兄弟子だが、子供のように長靴を雨の日に隠したりおやつを食べるなど、彼とは喧嘩が絶えない。他にもシュールなギャグを放つ。どうやら娘の六奈と門斗が恋仲であることは認めている様子。偽りの鏡の影響で三角巾と割烹着を着用した姿になり、おばちゃん風の性格になったことも。
娘の六奈を六門世界に連れて行く際にまともにスットビドラゴンに乗せず、正面に逆さにして縛り付けたりして無理矢理連れて行こうとしており、六奈が父がやっている事を明示しているお陰で犯罪者扱いはされてはいないが、その光景を見た周囲の人物には「変な父親」と見られている可能性は大である。妻は六門世界の研究にのめり込んでいた夫に呆れ果てた為、彼と娘の六奈を置いて家出している。
ジャーネ
声 - 水谷優子
ラブスターの子供。門斗たちがグランドカニオンに行った際に出合ったライライという少女がおばさんに届けるために持っていたが、六奈に懐いたため譲り受けた。名前の由来は、門斗が「じゃーね」と言った際に反応したことからである。特殊能力・「小さな幸せ」で周囲に幸せを振り撒き、相手をホンワカした気分にさせる。また、ジャーネがモンモンアイテムを持っていると思ったコレクション伯爵がアイテムを落とさせようと振ったが、何も持っていないと分かり、谷底に放り投げたのを助けようとして落ちた六奈のスカートが下にあった木の枝に引っかかり、運良く助かったのもジャーネの「小さな幸せ」のお陰だった。偽りの鏡の影響で六奈の姿になったり（本物との違いは瞳の色がジャーネの物であることと服の背中部分の星マーク、尖った耳と首に巻いたマフラーで、門斗は一目で六奈ではないと見抜いた）、天使の泉の水によって巨大化したことも。
パンチパンチ
声 - 山本麻里安
ライライの持っていた小猿のようなモンスター。同族を多数率いて攻撃を行う。門斗たちがライライと再会した際、一匹だけスットビドラゴンに乗っており、仲間に加わる。
極稀 並子（ごくまれ なみこ）
声 - 水谷優子
門斗と六奈のクラスの担任。「彼氏いない歴産まれてこの方29年」と自称し、偶然門斗たちに巻き込まれる形で六門世界に行き、その際に出会ったコレクション伯爵のことを薔薇の王子様と呼ぶ。なお、初めて六門世界に行った際に故障したたんたん探知機が彼女をモンスターと誤認したため、彼女のカードがたんたん探知機によって作られている。戦闘力は六門世界のモンスターにも引けを取らない。話の冒頭には必ずと言っていいほど登場し、モテないぶりをアピールしている。

### コレクション伯爵一味
コレクション伯爵
声 - 井上和彦
本名は「ルードヴィヒ・ブレスト・フォン・マインシュタイン・コレクション」。ドイツ人の科学者で、以前は一郎兵衛と同じ研究所で共に六門世界の研究をしていたが、意見が合わず出て行った（雨の日に長靴を隠す、おやつを盗み食いするという子供のような喧嘩が原因である）。六門世界のモンスターを使って世界征服を企んでいるが、いつもモンコレナイトの2人に返り討ちに合っている。その際に薔薇の形をしたピンク色の爆煙が上がり、花弁が一枚落ち、「お便り、待ってま〜す」「似顔絵もね〜」と視聴者に伝える（第3話から）。だが、まれに「待ってるぜ」になったり、一郎兵衛も加わったり（この時の爆煙の色は黄色）、伯爵一人だけで「お便り、一人で待ってま〜す。寂し…!」（この時の爆煙の色は紫）または「お便り、待ってま〜す…一人でも…」ということもある。また、劇場版では「テレビも見てね〜」と映画館の視聴者にコメントを送った。
おネエ言葉を話すキャラで、執事兼教育係の忠佐衛門に日本男児になるようにしつけられているが、本人は嫌がっている。また、ヤケ食いでオークと瓜二つの容姿になるまで肥え太ったり（一郎兵衛命名：オークション）、偽りの鏡の影響で作中のテレビドラマ「あかつき番長」のように男らしい男になり、さらには忠佐衛門が原因でボーイズラブに目覚める、天使の泉の水を飲んでボディービルダー張りの筋肉を身につけるなど、その容姿や性格は数多く変化している（翌週および、その回の内には元に戻っている）。
趣味は薔薇園の管理や香水作り。漫画版では信楽焼の壺の鑑賞やオブジェを作ったりしている。そのため、六門世界で再会した際、元兄弟弟子だった一郎兵衛に「オカマの壺マニア」と罵られた。逆に本人は、一郎兵衛に対して「信楽焼の美しさの分からぬバカ科学者」と罵った。
「カットビライオン」というコクピットのある頭部を胴体と分離させて、モンスターに合体させて操る多重世界移動装置（動力は人力で、搭載された3人乗りの自転車を漕ぐことで動く）や、タヌキ型の「たんたん探知機」なるモンスター探知機を作った。彼自身はこれらの発明品を大事にしており、たんたん探知機が自らの意思を持った際には、その恩が報われる形で彼に助けられた。カットビライオンの発進シーンの際には、ミニコーナー「コレクションの薔薇のお部屋」が設けられ、離陸までの滑走時間に視聴者からのハガキを紹介していた。また、彼が唯一モンモンアイテムをゲットした翌週は記念として、挿入歌として流れる「薔薇のお部屋のテーマ」が歌われた。他にも、視聴者から作戦を頂くこともあった。
バッチィ
声 - 氷上恭子
コレクション伯爵の手下で、関西弁で話す少女。気が強く、貧乳。劇中では遠回しだが、阪神タイガースファンであるような素振りを窺わせている（相手がドラゴンだった時に妙に燃えたり、野球対決でMr.ジャイアントと一緒のチームになった時にやる気を無くすなどしていた）。好物は円谷キツネ堂の羊羹で、好きな花はリンゴや桃など食べられる花。コレクション伯爵の手下だが、気に入らない時はコレクションに対して容赦なく蹴るなどの暴力を働き、グーコに止められることがある。コレクションの「ボーナスさっ引く」という言葉に渋々コンガドラムを叩きながら「たんたん探知機」のテーマ曲を歌い、直後に門斗に酷評されている（酷評された直後、本人は「だから嫌やったんや」と言っている）。
グーコ
声 - 今井由香
コレクション伯爵の手下で、おっとりとした性格の少女。眼鏡をかけており、喋り方も若干遅めである。スタイルがよく、巨乳。「あら、あら」が口癖。コレクションとバッチィが攻撃やお仕置きなどの被害に遭っていても、なぜか彼女だけは常に無傷でいられる。バッチィほどではないが、コレクションに対する敬意はあまりない。「たんたん探知機」のテーマ曲を歌う時は、マンドリン（漫画での楽器の形状から見て）を弾きながら歌っている。
竹中 忠左衛門（たけなか ちゅうざえもん）
声 - 上田祐司
コレクション伯爵の執事兼教育係。軟弱なコレクションを鍛え上げ、雄々しい日本男児にしようと日夜奮闘している。料理は本人いわく「得意」とのことだが、見るからに食べ物ではないような代物を作り上げる。ほとんどの回のラストシーンでコレクションやバッチィ、まれにグーコへお仕置きを行なう（主にその回の内容に沿ったものが多い）。たまにお仕置きができない状況に陥ることもあるが、その場合はコレクションたちが何かしらの形で災難に遭うことが多い。漫画版では一度だけお仕置きをしようとしたらレプラコーンによってコレクション伯爵と入れ替えられたせいで、自身がお仕置きを受ける羽目になったことがある。また、最終回ではコレクションへの男修行に終止符を打つが、「男の中の男修行」を新たに始める。出発前には大抵コレクションに、「坊ちゃま〜、男修行のお時間ですぞ〜」と言いながら彼の出発を妨害する。モヒカンヘアーだが、取り外しが可能。
レプラコーン
声 - 山本麻里安
六門世界に住んでいた妖精で、通称「レプリちゃん」。27話から初登場し、グーコに懐いて途中からメインキャラになる。「な〜に?」とよくグーコに疑問を投げ掛ける。得意技の「入れ替え」と「気まぐれ」でコレクションやバッチィを被害に遭わせる。

### 六門世界
ビギナーちゃん
声 - かないみか
六門世界に住む少女。モンスター召喚の魔法を学んでいるが、名前通りまだ腕前はそれほどというわけではない。語尾に「モン」と付ける。得意技の「メテオストライク」でオーガ族の街を幾度となく破壊した。
ルーク
声 - 小林由美子
ビギナーと同じく六門世界に住む少年。腕前はビギナーより上で、レベル4のモンスターを召喚することもできる。それ以上のレベルのモンスターも召喚できるが、制御が利かなくなる場合もある。ビギナーのことが好きで、彼女の顔を見ると顔を真っ赤にして実力を発揮できない（その際は必ずサイレントシープしか召喚できなくなる）。そのため、ビギナーからは実力がないと思われている。
花園の歌姫（はなぞののうたひめ）
声 - かかずゆみ
門斗がベタ惚れのエルフ族の姫。「緑の風の歌声」はカラオケにも入っているほどの人気で、彼女の登場時には必ず曲が流れた。ペガサスとともにレダにさらわれた六奈の救出に向かった。登場すれば必ず「プラントウォール」を使う。最初は鏡虫に取り付かれて笑えなくなっていたが、二度目の登場時には偽りの鏡の影響でかなり笑い上戸になってしまう。
ザッハ / 黒い翼の天使（くろいつばさのてんし）
声 - 三木眞一郎
黒い翼の堕天使。元は聖の属性を持ち、親友のラルクと一緒に戦っていたが重傷を負い、ラルクは彼を戦いに巻き込むまいとオルトロスに任せてその場を去った。しかし、それをザッハは自分が見捨てられたと思い込み、レダの誘いを受けデーモンとなった。しかし、モンコレナイトとの戦いやシエル、波を纏う天使の言葉で改心。六門世界の危機を救った。モンコレナイトと合体した唯一の魔の属性。
ルッテ
声 - 矢部雅史
ザッハの相棒であるインプ。ザッハを慕っている。
レダ / 赤き死の天使（あかきしのてんし）
声 - 子安武人
赤い仮面をつけ、赤い翼を持つ中性的な堕天使。その温厚そうな表情と裏腹に、自分が力を与えた同胞・ザッハを簡単に切り捨てる残虐な闇の住人。モンモンアイテムを集めてウロボロスを復活させ、時の世界を作り上げることを野望としていたが、ザッハに敗れる。
シエル / 虹を紡ぐ天使（にじをつむぐてんし）
声 - 百々麻子
ラルクの妹で、ザッハの婚約者。他の天使たちを先導して最終決戦に臨んだ。

## メカニック
主人公側
- スットビドラゴン
- ドラジュニ（スットビドラゴンJr.）
- チキン探知機

コレクション伯爵側
- カットビライオン
- タンタン探知機

## モンモンアイテム
火、風、水、土、聖、魔の属性にまつわる、六門世界の秘宝。序列は発見した順。
ルビーの指輪
火のモンモンアイテム。守護者はキマイラ。第1話で門斗達が最初に入手したモンモンアイテムである。
シルジアの長靴
風のモンモンアイテム。守護者はアースドラゴン。
グリングルのオーブ
土のモンモンアイテム。守護者のモンスターを倒し、ザッハが奪った。第26話でコレクション伯爵一味が最初に入手したモンモンアイテムである。
アリアオロの真珠
水のモンモンアイテム。守護者は波を纏う天使。
神秘のセクター
聖のモンモンアイテム。守護者は炎に映える天使。
悪夢のワンド
魔のモンモンアイテム。守護者はレダ。

## スタッフ
- 原案 - 安田均/グループSNE
- 原作 - あかほりさとる+長谷川勝己
- 漫画・キャラクター原案 - 西川秀明（富士見書房 月刊ドラゴンジュニア）
- 監督 - 青木康直
- シリーズ総括 - あかほりさとる
- シリーズ構成 - 長谷川勝己
- キャラクターデザイン - 中嶋敦子
- メカニックデザイン - 青木智由紀
- アイテムデザイン - 山形厚史
- プロダクションデザイン - 宮崎真一
- 美術監督 - 阿久津美千代、永吉幸樹
- 色彩設計 - もちだたけし
- 撮影監督 - 沖野雅英
- 編集 - 坂本雅紀
- 音楽 - 坂本洋
- 音響監督 - 田中一也
- プロデューサー - 東不可止、池田慎一、野口和紀
- 製作 - テレビ東京、読売広告社、スタジオディーン

## 主題歌
オープニングテーマ
「Just Fly Away」（第1話 - 第26話）
作詞・作曲・歌 - 米倉千尋 / 編曲 - 勝又隆一
最終話（第51話）ではエンディングテーマとして使用された。
「Return to myself」（第27話 - 第51話）
作詞・作曲・歌 - 米倉千尋 / 編曲 - 勝又隆一
エンディングテーマ
「Sweet True Love」（第1話 - 第26話）
作詞・歌 - 米倉千尋 / 作曲・編曲 - MASAKI
「サンバ da バッチグー」（第27話 - 第50話）
作詞 - 森林檎 / 作曲・編曲 - 坂本洋 / 歌 - バッチィ&グーコ

## 各話リスト
| 話数 | サブタイトル                   | 脚本                    | 絵コンテ       | 演出       | 作画監督         | タイトルコールを 行ったキャラクター | モンスター解説                   | 放送日         |
| ---- | ------------------------------ | ----------------------- | -------------- | ---------- | ---------------- | ----------------------------------- | -------------------------------- | -------------- |
| 1    | スッ飛んで六門世界!            | あかほりさとる          | 青木康直       | 吉田俊司   | 中嶋敦子         | 大矢門斗                            | キマイラ                         | 2000年 1月10日 |
| 2    | ジャーネとばかりにラブスター!  | 長谷川勝己              | 須永司         | 佐藤照雄   | 門智昭           | 柊六奈                              | ラブスター                       | 1月17日        |
| 3    | ドカンと激突ジャイアント!      | 玉井豪                  | えんどうてつや | 清水明     | なかじまちゅうじ | 大矢門斗                            | フォレスト・ジャイアント         | 1月24日        |
| 4    | 人魚の魔法でブンブンブン!      | 山田美穂子              | 須永司         | 中村憲由   | 長森佳容         | 柊六奈                              | マーマン少年聖歌隊               | 1月31日        |
| 5    | 恋の花咲くセニョリ〜タ         | 長谷川勝己              | えんどうてつや | 吉田俊司   | 斉藤哲人         | 大矢門斗                            | サボテンマン                     | 2月7日         |
| 6    | 空飛ぶレースだ・そら走れ!      | 川崎ヒロユキ            | 須永司         | 佐藤照雄   | 数井浩子         | 大矢門斗                            | ペガサス                         | 2月14日        |
| 7    | 小粋なあいつはオークション!?   | 玉井豪                  | 高本宣弘       | 吉村章     | 波風立流         | コレクション                        | 緑の風の王                       | 2月21日        |
| 8    | ビギナーちゃんは召喚術師!?     | 長谷川勝己              | 松下ユキヒロ   | 松村亜澄   | 門智昭           | 柊六奈                              | レックス                         | 2月28日        |
| 9    | ジャーネだって、がんばるゾウ!  | 山田美穂子              | 松下ユキヒロ   | 清水明     | なかじまちゅうじ | 柊六奈                              | ロック                           | 3月6日         |
| 10   | 流されてOHマイフレンド!        | 川崎ヒロユキ            | 中村憲由       | 中村憲由   | 長森佳容         | コレクション                        | リヴァイアサン                   | 3月13日        |
| 11   | 掘って迷って落っこちるぅ〜     | 矢成ミユキ              | 須永司         | 吉田俊司   | 数井浩子         | コレクション                        | コボルド                         | 3月20日        |
| 12   | キミの笑顔をもう一度           | 玉井豪                  | 須永司         | 吉村章     | 門智昭           | 大矢門斗                            | 花園の歌姫                       | 3月27日        |
| 13   | ごくまれな大冒険!              | 川崎ヒロユキ            | 松下ユキヒロ   | 磨積良亜澄 | 波風立流         | 極稀並子                            | スカイ・ワイバーン               | 4月3日         |
| 14   | 王様はお熱いのがお好き?        | 山田美穂子              | 西村純二       | 吉田俊司   | なかじまちゅうじ | 柊六奈                              | 飛べない鳥の王様                 | 4月10日        |
| 15   | 夜空に吠えろ! ドラゴンズ       | 玉井豪                  | 松下ユキヒロ   | 佐藤照雄   | 斉藤哲人         | 一郎兵衛                            | ストーム・ドラゴン               | 4月17日        |
| 16   | なんかありそなアリソナ砂漠!?   | 長谷川勝己              | 松下ユキヒロ   | 吉村章     | 数井浩子         | 柊六奈                              | アース・ドラゴン                 | 4月24日        |
| 17   | 正義の勝利か!? モンコレナイト  | 長谷川勝己              | 須永司         | 佐藤照雄   | 斉藤哲人         | 大矢門斗                            | アエロファンテ                   | 5月1日         |
| 18   | パンチパンチでノックダウン!    | 山田美穂子              | 松下ユキヒロ   | 中村憲由   | 長森佳容         | 柊六奈                              | パンチ・パンチ                   | 5月8日         |
| 19   | あたしの弟ケンタくん!          | 川崎ヒロユキ 矢成ミユキ | 西村純二       | 清水明     | 門智昭           | 柊六奈                              | ケンタウロス百戦王               | 5月15日        |
| 20   | 黒い翼が闇に舞う!              | 玉井豪                  | 松下ユキヒロ   | 磨積良亜澄 | 波風立流         | ザッハ                              | 黒い翼の天使                     | 5月22日        |
| 21   | 空中都市の大決戦!              | 長谷川勝己              | 須永司         | 吉田俊司   | なかじまちゅうじ | 大矢門斗                            | サイクロプス                     | 5月29日        |
| 22   | 大凶・大厄・不幸はいかが?      | 川崎ヒロユキ            | 西村純二       | 吉村章     | 数井浩子         | コレクション                        | ブロンズ・ゴーレム               | 6月5日         |
| 23   | ああ憧れのジューン・ブライド   | 山田美穂子              | 佐藤照雄       | 佐藤照雄   | 斉藤哲人         | 極稀並子                            | ワー・タイガー                   | 6月12日        |
| 24   | 愛の料理はちょっぴり過激!?     | 矢成ミユキ              | 中村憲由       | 中村憲由   | 長森佳容         | 柊六奈                              | サラマンダー                     | 6月19日        |
| 25   | キミの笑顔を二度三度           | 玉井豪                  | 須永司         | 清水明     | 門智昭           | 大矢門斗                            | 大砂蟲                           | 6月26日        |
| 26   | 闇の切れ間にかかる虹           | 玉井豪                  | 須永司         | 磨積良亜澄 | 波風立流         | ザッハ                              | 虹を紡ぐ天使                     | 7月3日         |
| 27   | レプラコーンでばっちぐー!      | あかほりさとる          | 西村純二       | 吉田俊司   | なかじまちゅうじ | グーコ                              | コアトル                         | 7月10日        |
| 28   | ぱらいそビーチで波乗りサマー   | 田中哲生                | 中村憲由       | 中村憲由   | 長森佳容         | 柊六奈                              | シー・ジャイアント               | 7月17日        |
| 29   | おいでませませ六門学園         | 長谷川勝己              | 須永司         | 吉村章     | 斉藤哲人         | ビギナー                            | レミングの大群                   | 7月24日        |
| 30   | 魔法修行だモンコレナイト       | 玉井豪                  | 須永司         | 須永司     | 門智昭           | 大矢門斗                            | ストーン・バジリスク             | 7月31日        |
| 31   | 海のお城の人魚姫               | 山田美穂子              | 佐藤照雄       | 佐藤照雄   | 波風立流         | 大矢門斗                            | オゴポゴ                         | 8月7日         |
| 32   | バラのおへやの大作戦           | 矢成ミユキ              | 西村純二       | 磨積良亜澄 | なかじまちゅうじ | コレクション                        | カメレオン・ドラゴン             | 8月14日        |
| 33   | どっきり館のヴァンパイア       | 田中哲生                | 須永司         | 中村憲由   | 長森佳容         | コレクション                        | ヴァンパイア                     | 8月21日        |
| 34   | デカデカでっかいラブスター!?   | 山田美穂子              | 西村純二       | 吉田俊司   | 斉藤哲人         | 柊六奈                              | 森を慈しむ天使                   | 8月28日        |
| 35   | ベリーマッチョな最強勇者       | 長谷川勝己              | 須永司         | 吉村章     | 数井浩子         | コレクション                        | オーガ・パワーブラザーズ         | 9月4日         |
| 36   | いわゆるひとつのジャイアント!? | 玉井豪                  | 西村純二       | 清水明     | 門智昭           | 大矢門斗                            | ミスター・ジャイアント           | 9月11日        |
| 37   | お役にたつです! ワルキュリア   | 渡辺誓子                | 須永司         | 佐藤照雄   | 波風立流         | ワルキュリア                        | ワルキュリア少女新兵隊           | 9月18日        |
| 38   | 風と六奈のフェアリーテール     | 長谷川勝己              | 須永司         | 吉田俊司   | なかじまちゅうじ | 柊六奈                              | バハムート                       | 9月25日        |
| 39   | 大波越えて大バトル!            | 玉井豪                  | 西村純二       | 中村憲由   | 長森佳容         | 大矢門斗                            | ティアマット                     | 10月2日        |
| 40   | 最大級の胸騒ぎ!                | 玉井豪                  | 須永司         | 清水明     | 斉藤哲人         | ナレーション                        | ウィニング・ウォーター・ドラゴン | 10月9日        |
| 41   | ルークのラブラブ大作戦!        | 渡辺誓子                | 須永司         | 吉村章     | 数井浩子         | 柊六奈                              | シームルグ                       | 10月16日       |
| 42   | 激突! 一郎兵衛VSコレクション   | 田中哲生                | 佐藤照雄       | 佐藤照雄   | 波風立流         | 一郎兵衛・コレクション              | ラヴァ・ドレイク                 | 10月23日       |
| 43   | おそうじしますキキーモラ       | 山田美穂子              | 西村純二       | 吉田俊司   | 門智昭           | 柊六奈                              | ボーン・ドラゴン                 | 10月30日       |
| 44   | さすらいのタンタン探知器       | 矢成ミユキ              | 須永司         | 清水明     | なかじまちゅうじ | コレクション                        | グランド・ゴーレム               | 11月6日        |
| 45   | 超ごくまれな大冒険!            | 玉井豪                  | 西村純二       | 中村憲由   | 長森佳容         | 極稀並子                            | ポケット族                       | 11月13日       |
| 46   | 爆熱! ファイア・ドラゴン       | 玉井☆豪                 | 斉藤哲人       | 吉田俊司   | 斉藤哲人         | 大矢門斗                            | ファイア・ドラゴン               | 11月20日       |
| 47   | 誕生! 炎の究極ドラゴン         | 長谷川勝己              | 佐藤照雄       | 佐藤照雄   | 数井浩子         | 大矢門斗                            | グレーター・デーモン             | 11月27日       |
| 48   | 決戦! 赤き死の罠               | 玉井☆豪                 | 西村純二       | 吉村章     | 波風立流         | 大矢門斗                            | 赤き死の天使                     | 12月4日        |
| 49   | 集結! 六つのモンモンアイテム   | 玉井☆豪                 | 須永司         | 清水明     | 門智昭           | 大矢門斗                            | テラー・ドラゴン                 | 12月11日       |
| 50   | 消える六門世界                 | 長谷川勝己              | 斉藤哲人       | 吉田俊司   | 斉藤哲人         | 大矢門斗                            | ウロボロス                       | 12月18日       |
| 51   | 輝きはダイヤモンド             | 長谷川勝己              | 西村純二       | 佐藤照雄   | 数井浩子         | 大矢門斗                            |                                  | 12月25日       |

## 劇場版
『劇場版 六門天外モンコレナイト〜伝説のファイアドラゴン〜』。2000年7月15日に、「とびだせ 2000年夏の角川まんが大行進」の一本として公開された。『★とびだせ★2000年夏の角川まんが大行進』と題し、『映画おじゃる丸 約束の夏 おじゃるとせみら』、『フシギのたたりちゃん』と同時上映された。
スタッフ
- 監督 - 青木康直
- プロデューサー - 水野丈一、河野聡、野口和紀
- 原案 - 安田均、グループSNE
- 原作・脚本 - あかほりさとる、長谷川勝己
- 絵コンテ - 西村純二
- 演出 - 山口祐司
- キャラクター原案 - 西川秀明「連載ドラゴンジュニア」（富士見書房刊）
- キャラクターデザイン - 中嶋敦子
- 作画監督 - 数井浩子、中嶋敦子
- メカニックデザイン - 青木智由紀
- アニメーション制作 - スタジオディーン
- 音楽 - 坂本洋
- 製作 - 角川書店、バンダイビジュアル
- 配給 - 東映

キャスト
- 大矢門斗 - サエキトモ
- 柊六奈 - 堀江由衣
- 柊一郎兵衛 - 千葉繁
- ジャーネ - 水谷優子
- コレクション伯爵 - 井上和彦
- バッチイ - 氷上恭子
- グーコ - 今井由香
- 竹中忠佐衛門 / ナレーション - 上田祐司
- 極稀並子 - 水谷優子
- 占いおババ - くまいもとこ
- ライライ - 鶴野恭子
- ビギナーちゃん - かないみか

主題歌
エンディングテーマ「遠くへ」
挿入歌「Just Fly Away」
歌・作詞・作曲 - 米倉千尋 / 編曲 - 勝又隆一

## CD
- 六門天外モンコレナイト　音楽と唄のアルバム MOND SIDE （2000年4月26日発売、キングレコード）
- 六門天外モンコレナイト　音楽と唄のアルバム COLLECTION SIDE （2000年6月21日発売、キングレコード）
- 六門天外モンコレナイト　唄のアルバム うたのお部屋 （2000年12月6日発売、キングレコード）

## ゲーム
- 六門天外モンコレナイトGB（2000年12月1日発売、ゲームボーイカラー、角川書店）

## 関連商品
小説 
原作：あかほりさとる＋長谷川勝己 / 著者：安田均＋黒田和人
- 六門天外モンコレナイト〈1〉 （富士見ファンタジア文庫）
- 六門天外モンコレナイト〈2〉ケンカ別れは突然に （富士見ファンタジア文庫）
- 六門天外モンコレナイト〈3〉Return to myself （富士見ファンタジア文庫）

漫画 
- 原作：安田均・グループSNE / 作画：西川秀明で、『月刊ドラゴンジュニア』に連載された。単行本はカドカワコミックス・ドラゴンJr.より全4巻。

図鑑 
- 六門天外モンコレナイトモンスター大図鑑〈1〉 （ドラゴンマガジンコレクションSP）

アニメコミック 
- アニメコミック六門天外モンコレナイト〈1〉～〈3〉 （カドカワコミックス・ドラゴンJr.）

カードゲーム 
- 六門天外モンコレナイト　オフィシャルカードゲーム （基本セット 2000年7月1日発売、聖魔大戦 2000年10月1日発売、富士見書房）

トレーディングカード 
- トレーディングコレクション 六門天外モンコレナイト（バンダイ）